# Хроменков Олег Герасимович
Олег Герасимович Хроменков (21 листопада 1930, Смоленськ - 28 січня 1984, Ленінград) - радянський актор.

## Біографія
О.Г. Хроменков народився в місті Смоленську 21 листопада 1930 року.
Свій трудовий шлях починав викладачем креслення, історії та зоології в Бахівській середній школі.
У 1952 році він вступив до Всесоюзний державний інститут кінематографії (ВДІКу) (майстерня Ю. Я. Райзмана, після закінчення якого, в 1957 році, був зарахований до штату кіностудії «Ленфільм». Однак свій перший акторський досвід Олег Хроменков отримав, будучи ще студентом другого курсу ВДІКу, на зйомках фільму «Надія» С.а. Герасимова.
Помер 28 січня 1984 року. Похований на Південне кладовище Санкт-Петербурга.